# Нововознесенська сільська рада (Маловисківський район)
| Нововознесенська сільська рада — колишній орган місцевого самоврядування у Маловисківському районі Кіровоградської області з адміністративним центром у с. Нововознесенка. Сільській раді підпорядковані населені пункти: - с. Нововознесенка - с. Успенівка |

## Склад ради
Рада складається з 12 депутатів та голови.

## Історія
Кіровоградська обласна рада рішенням від 25 липня 2008 року у Маловисківському районі уточнила назву Нововознесенківської сільради на Нововознесенську.

## Населення
За переписом населення України 2001 року в сільській раді мешкала 551 особа.

### Мова
Розподіл населення за рідною мовою за даними перепису 2001 року:
| Мова       | Відсоток |
| ---------- | -------- |
| українська | 98,00 %  |
| російська  | 1,63 %   |
| молдовська | 0,36 %   |